# Hamid Alidousti
Hamid Alidousti (en persa: حمید علیدوستی‎; Teherán, Irán; 12 de marzo de 1956) es un exfutbolista y entrenador de fútbol de Irán que jugaba en la posición de centrocampista.

## Vida personal
Su hija Taraneh es actriz. Su hijo Pouyan, fue asesinado en un accidente durante el Festival de Fuego Iraní (Chaharshanbe Suri) en marzo de 2005 a los 16 años.

## Carrera

### Club
| Periodo   | Club         |
| --------- | ------------ |
| 1975–1986 | Homa FC      |
| 1986–1987 | FSV Salmrohr |
| 1987–1991 | Daraei FC    |
| 1991–1993 | Keshavarz FC |
| 1993–1995 | Saipa FC     |

### Selección nacional
Jugó para Irán de 1977 a 1986 con la que anotó 15 goles en 27 partidos, participó en dos ediciones de la Copa Asiática.

### Entrenador
| Periodo   | Club            |
| --------- | --------------- |
| 2000–2001 | Paykan FC       |
| 2001–2002 | Saipa FC        |
| 2002      | Homa FC         |
| 2003–2004 | Tractor Sazi FC |
| 2004      | Irán U-20       |
| 2006–2008 | Sorkhpooshan FC |
| 2010–2011 | Paykan FC       |
| 2014–2016 | Irán U-17       |

## Logros
- Liga Azadegan: 2

1993/94, 1994/95
- Liga de Fútbol de Teherán: 1

1981/82